# La Unión de Isidoro Montes de Oca
La Unión de Isidoro Montes de Oca è un comune del Messico, situato nello stato di Guerrero.